# Bibliotekarze Polscy we Wspomnieniach Współczesnych
Bibliotekarze Polscy we Wspomnieniach Współczesnych – seria wydawnicza ukazująca się w Wydawnictwie Naukowym i Edukacyjnym Stowarzyszenia Bibliotekarzy Polskich obok siedmiu innych stałych serii. Ma ustalone szatę, znak graficzny oraz numerację. Jest cyklem historyczno-wspomnieniowym o charakterze popularnonaukowym. W poszczególnych tomach umieszcza się od kilku do kilkunastu biogramów zmarłych bibliotekarzy z całej Polski. Każdy rozdział ma innego autora, który z reguły znał opisywaną postać. W latach 1991–2021 ukazało się 17 tomów.

## Historia
Za początki cyklu należy uznać dwie pozycje z serii „Książki o Książce” wydane w Zakładzie Narodowym im. Ossolińskich pt. Twórcy nowoczesnego bibliotekarstwa polskiego z 1974 roku i Portrety bibliotekarzy polskich z 1980 roku. Od 1991 roku wydawanie publikacji przejęło Stowarzyszenie Bibliotekarzy Polskich, następnie Wydawnictwo Stowarzyszenia Bibliotekarzy Polskich, obecnie Wydawnictwo Naukowe i Edukacyjne SBP.
Za redakcję odpowiedzialny jest Zespół Historyczno-Pamiętnikarski przy Oddziale Warszawskim Stowarzyszenia Bibliotekarzy Polskich, powstały 12 maja 1964 roku. Cykl ma za zadanie „utrwalenie pamięci o wybitnych znawcach swego zawodu, którzy zostawili trwały ślad w bibliotekarstwie, jako znakomici fachowcy i nieprzeciętne osobowości”. Obok Słownika pracowników książki polskiej seria jest źródłem do biografii bibliotekarzy i bibliologów polskich. Dotychczas we wszystkich tomach możemy znaleźć 328 życiorysów bibliotekarzy różnych specjalności z bibliotek publicznych i naukowych.

## Tomy z serii
1. Z warsztatu bibliografa. Red. J. Cygańska i in. Stowarzyszenie Bibliotekarzy Polskich, Warszawa 1991[8].
2. Z książką do ludzi. Red. J. Cygańska i in. Stowarzyszenie Bibliotekarzy Polskich, Warszawa 1992[9].
3. W kręgu nauki i bibliotek. Red. J. Cygańska i in. Wydawnictwo SBP, Warszawa 1993[10].
4. Śladami edukacji bibliotekarskiej. Red. H. Zasadowa. Wydawnictwo SBP, Warszawa 1995[11].
5. Organizatorzy i inspiratorzy. Red. D. Ostaszewska, W. Żukowska. Wydawnictwo SBP, Warszawa 1997[12].
6. Entuzjastki bibliotekarstwa dziecięcego. Red. B. Białkowska, W. Wasilewska. Wydawnictwo SBP, Warszawa 1999[13].
7. Znawcy rękopisów. Red. H. Zasadowa, M. Kocięcka. Wydawnictwo SBP, Warszawa 2002[14].
8. Kustosze zbiorów specjalnych. Red. M. Kocięcka, H. Zasadowa. Wydawnictwo SBP, Warszawa 2004[15].
9. Zasłużeni dla Stowarzyszenia Bibliotekarzy Polskich. Red. A. Jopkiewicz. Wydawnictwo SBP, Warszawa 2005[16].
10. Bibliotekarze bibliotek specjalnych. Red. M. Lenartowicz. Wydawnictwo SBP, Warszawa 2007[17].
11. Bibliotekarze warszawscy zmarli w latach 1997–2007. Red. M. Lenartowicz i in. Wydawnictwo SBP, Warszawa 2010[18].
12. Teoretycy i praktycy polskiego bibliotekarstwa. Red. M. Lenartowicz i in. Wydawnictwo SBP, Warszawa 2012[19].
13. Kustosze księgozbiorów polskich za granicą. Red. H. Łaskarzewska. Wydawnictwo SBP, Warszawa 2013[20].
14. Organizatorzy, bibliografowie, dydaktycy. Red. E. Dudzińska. Wydawnictwo SBP, Warszawa 2015[21].
15. Zostawili swój ślad. Red. E. Dudzińska. Wydawnictwo SBP, Warszawa 2017[22].
16. Zostawili swój ślad...Bibliotekarze zmarli w latach 2011–2018. Red. E. Barteczko, E. Dudzińska. Wydawnictwo Naukowe i Edukacyjne SBP, Warszawa 2019[23].
17. Bibliotekarze i pracownicy książki województwa śląskiego. Red. M. Kycler, J. Sadowska. Wydawnictwo Naukowe i Edukacyjne SBP, Warszawa 2021[24].